# فلوريد الفسفوريل
فلوريد الفوسفوريل (أو أوكسي فلوريد الفوسفور) هو مركب كيميائي من الفلور والأكسجين والفوسفور ينتمي إلى هاليدات الفوسفوريل، صيغته POF3، ويوجد على شكل غاز عديم اللون.

## التحضير
يحضر المركب انطلاقاً من كلوريد الفوسفوريل بالتفاعل مع فلوريد الهيدروجين عند درجة حرارة مقدارها 65 °س باستخدام خماسي كلوريد الإثمد حفازاً للتفاعل.
{\displaystyle \mathrm {POCl_{3}+3\ HF\longrightarrow POF_{3}+3\ HCl} }
يمكن استخدام فلوريدات فلزية كعوامل فلورة، مثل فلوريد الزنك أو فلوريد الرصاص الثنائي أو فلوريد الفضة الأحادية.

## الخواص
يوجد المركب في الشروط القياسية على شكل غاز عديم اللون، وهو يتفاعل مع الماء عبر سلسلة من التفاعلات التي تعطي مشتقات فلورية لحمض الفوسفوريك، قبل الحصول على حمض الفوسفوريك في النهاية.
{\displaystyle {\ce {POF3 + H2O -> HPO2F2 + HF}}}
{\displaystyle {\ce {HPO2F2 + H2O -> H2PO3F + HF}}}
{\displaystyle {\ce {HPO3F + H2O -> H3PO4 + HF}}}
كما يتفاعل مع ثنائي ميثيل الأمين للحصول على مشتقات فلورية لمركبات فوسفور عضوية مثل CH3)2NPOF2).